# Século Africano

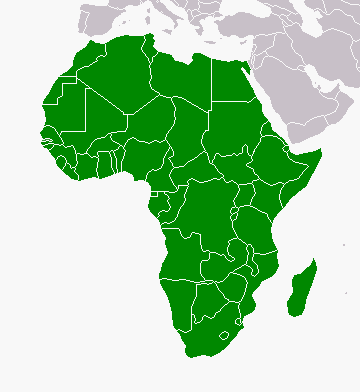
Mapa da União Africana

O Século Africano é a crença ou a esperança de que o século XXI traga paz, prosperidade e reavivamento cultural para África. Entre os que falaram de um século africano, os políticos sul-africanos Thabo Mbeki e Nkosazana Dlamini-Zuma, o executivo David J. O'Reilly, além de  Paul O'Neill e Bono.
A estabilidade e a prosperidade da África do Sul democrática desde a queda do regime de apartheid muitas vezes são usadas como um exemplo que tal evolução é possível. A criação da União Africana em 2002 é vista como um dos primeiros passos nesta direção.
o termo também inspirou um periódico político radical - African Century Journal, fundado em 1999.